# Långesjön (Töllsjö socken, Västergötland)
Långesjön är en sjö i Bollebygds kommun i Västergötland och ingår i Göta älvs huvudavrinningsområde. Sjön är 5,5 meter djup, har en yta på 0,032 kvadratkilometer och befinner sig 122 meter över havet.